# El Bajío de los Campos
El Bajío de los Campos är en ort i Mexiko.   Den ligger i kommunen Asientos och delstaten Aguascalientes, i den centrala delen av landet, 400 km nordväst om huvudstaden Mexico City. El Bajío de los Campos ligger 2 094 meter över havet och antalet invånare är 147.
Terrängen runt El Bajío de los Campos är varierad. Runt El Bajío de los Campos är det ganska glesbefolkat, med 21 invånare per kvadratkilometer. Närmaste större samhälle är Villa García, 17,5 km nordväst om El Bajío de los Campos. Omgivningarna runt El Bajío de los Campos är i huvudsak ett öppet busklandskap.